# 1. poprawka do Konstytucji Stanów Zjednoczonych

Rękopis Karty Praw Stanów Zjednoczonych Ameryki

1. poprawka do Konstytucji Stanów Zjednoczonych – jedna z poprawek do amerykańskiej konstytucji, zakazująca wprowadzania ustaw ograniczających wolność religii, prasy, słowa, petycji i zgromadzeń, a uchwalona w ramach Karty Praw Stanów Zjednoczonych Ameryki.
1. poprawka weszła w życie 15 grudnia 1791 roku.

## Treść
W oryginale poprawka stanowi, że:

Congress shall make no law respecting an establishment of religion, or prohibiting the free exercise thereof; or abridging the freedom of speech, or of the press; or the right of the people peaceably to assemble, and to petition the Government for a redress of grievances.

co można przetłumaczyć jako:

Kongres nie ustanowi ustaw wprowadzających religię lub zabraniających swobodnego wykonywania praktyk religijnych; ani ustaw ograniczających wolność słowa lub prasy, lub naruszających prawo do pokojowych zgromadzeń i wnoszenia do rządu petycji o naprawę krzywd.